# 813
Cette page concerne l'année 813  du calendrier julien.   Pour les autres articles homonymes, voir 813 (homonymie).
L'année 813 est une année commune qui commence un samedi.

## Événements

### Proche-Orient
- 25 septembre : Al-Amin, le sixième calife abbasside et fils d'Harun al-Rachid est tué par les hommes de Tahîr durant sa tentative de fuite de Bagdad assiégée par son frère Al-Ma’mūn, qui monte sur le trône (fin en 833)[1]. Au cours du siège, la périphérie de Bagdad est gravement endommagée, ses palais pillés et ses archives brûlées[2]. Les troupes venues du Khorasan remplacent les troupes syriennes pour la défense du califat.

- Ashot Bagratouni d’Ibérie, cousin et homonyme d’Ashot de Bagaran, reçoit à son tour des Arabes le titre de prince d’Ibérie[3].

### Europe
- 1er mai : l'empereur byzantin Michel Ier réunit les armées des thèmes d'Orient et part en campagne contre les Bulgares[4].
- Mai, Empire carolingien : réunion de cinq conciles régionaux (concile de Tours sur la prédication en langue vernaculaire, de Mayence sur les écoles, de Chalon supprimant les pénitentiels, de Reims et d’Arles)[5]. Le concile de Chalon (actuelle Chalon-sur-Saône) condamne l’idée que le pèlerinage en Terre sainte lave des pêchés. Pendant les délibérations du concile de Tours, les évêques conseillent que les homélies soient, dans les territoires correspondant à la France et l'Allemagne, traduits en langues vulgaires, à savoir rustica romana lingua pour la France (« langue romane de la campagne », forme de protofrançais nommée roman). C'est une des plus anciennes preuves qu'à cette époque le latin n'était plus parlé ni compris par le peuple en France.
- 10 mai[5] : le concile d'Arles, organisé à Saint-Étienne, est présidé par Jean II archevêque de la cité, et ami personnel de Charlemagne.
- 15 mai : concile de Reims[5].
- 9 juin[5] : le concile de Mayence ordonne la création d’écoles rurales pour la formation des prêtres. De nombreuses bibles sont édités (Bible d’Alcuin, Bible critique de Théodulf). L'interdiction de se marier pour cause de consanguinité est élargie aux cousins issus de germains.
- 22 juin : défaite de Michel Ier devant le khan bulgare Krum à la bataille de Versinikia. Trahi par les stratèges des thèmes d'Orient, il se réfugie dans Constantinople pendant que les Bulgares assiègent Andrinople[6].
- Juin[4] : une flotte de cent navires est perdue par les Sarrasins d’Espagne lors d’une tempête[7].
- 10 juillet : Léon V dit l'Arménien (> 820), stratège du thème d’Anatolie, après s'être fait proclamer empereur par ses troupes, entre sans résistance dans Constantinople[6].
- 11 juillet : couronnement de Léon V. Michel Ier, renversé par une révolte militaire et iconoclaste à la suite du désastre d'Andrinople, est envoyé au couvent. Michel le Bègue et Thomas le Slave prennent les commandements militaires[4]. Début de la seconde période iconoclaste (fin en 843)[6].
- 16 juillet : les Bulgares mettent le siège devant Constantinople. Léon V met la ville en défense et Kroum demande à négocier ; après une tentative d'assassinat commanditée par le basileus, il incendie les environs de la ville et se retire. Andrinople est prise pendant sa retraite et 10 000 habitants de la ville sont déportés au-delà du Danube[4].

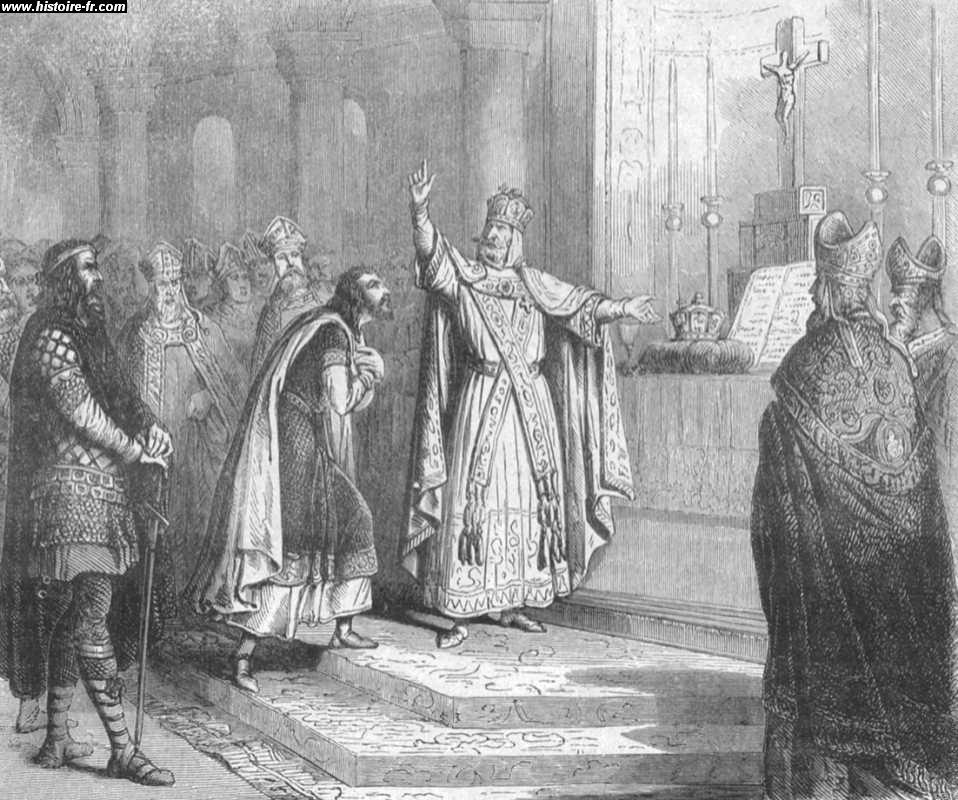
11 septembre : Louis le Pieux associé à l'Empire, par Paul Lehugeur, XIXe siècle

- 11 septembre : Charlemagne fait acclamer par les grands le titre impérial pour son fils Louis et pose lui-même la couronne sur sa tête à l'assemblée générale de l'Empire carolingien à Aix-la-Chapelle. Bernard, jeune fils de Pépin, est couronné roi d’Italie[8]. Charlemagne promulgue un capitulaire en 28 articles reprenant les décisions prises par les conciles réformateurs du mois de mai. Il précise qu’en cas de litige —surtout sur le plan judiciaire— les comtes doivent obéir à l’évêque et que celui-ci doit vérifier que les jugements soient rendus correctement et que les comtes n’acceptent ni cadeaux, ni faux témoignages[9]. Les archives du palais sont mentionnées pour la première fois à propos des actes des conciles réformateurs[10].
- 25 décembre : Léon V l'Arménien fait couronner empereur byzantin associé son fils Symbatios sous le nom de Constantin[4].

- Découverte en Galice par l'ermite Pélage du tombeau supposé du saint Jacques le Majeur[11], dans un champ étrangement éclairé, chaque soir, comme par une étoile - c'est le Campus Stellae, champ de l'étoile - qui donnera Compostelle (découverte d’un sarcophage contenant des reliques). Confirmée par Théodomir, l'évêque d'Iria Flavia, et par le pape Léon III, elle marque le début du pèlerinage à Compostelle. Il s’agit probablement du tombeau de Saint Jacques de Mérida, transporté là lors de la fuite devant les musulmans.

- Attaque de Civitavecchia et de Nice par les Maures après qu'ils ont ravagé la Corse et la Sardaigne en 812[12],[13].

- Boniface Ier est nommé marquis de Toscane[14] (fin en 823).
- Lors du synode de Mayence de 813, sous la direction de l'archevêque Richulf, la fête de l'Assomption de Marie a été ajoutée au calendrier général romain, malgré une uniformisation préalable des jours fériés[18]. Au Moyen Âge, ce jour était souvent protégé de manière particulière en tant que jour lié, par exemple par la paix de Dieu ou la paix territoriale. Le synode de Mayence décide d'une célébration publique générale de Noël (quatre jours fériés jusqu'en 1773).

## Naissances en 813
- Donald Ier, roi d'Écosse de 858 à 863.

## Décès en 813
- 25 septembre : Muhammad ibn Harun al-Amin.